# Anua clementi
Anua clementi är en fjärilsart som beskrevs av Swinhoe 1918. Anua clementi ingår i släktet Anua och familjen nattflyn. Inga underarter finns listade i Catalogue of Life.